# 船見啓子
船見 啓子（ふなみ けいこ、1970年8月29日 - ）は日本のファッションモデル、歌手。新潟県南蒲原郡下田村（現・三条市）出身。スプラッシュ所属。

## 来歴・人物
東京都立公衆衛生看護専門学校卒業後、看護師を経てモデルとしてデビュー。1992年、カネボウの水着キャンペーンガールに選ばれ、人気を博す。また、三菱自動車純正カーエアコンのキャンペーンガールも務める。
歌手活動も積極的に行い、自分で作詞も手がける。インディーズレーベルにて「Strawberry Submarine」名義で活動していたこともあった。その後はウォーキング指導等のサロンを運営。

## 出演作品

### 写真集
- Cinderella liberty（大陸書房、1992年6月）
- MELLOW（ドリームワークス出版、1993年6月）

### ビデオ
- 夏、抱きしめて（大陸書房、1992年7月）
- 濡れたまま海を見つめて（明文社）
- TRUE ROMANCE（明文社）

### CD
いずれもNECアベニューからのリリース
- 夏、抱きしめて（デビューシングル、1992年7月）
- もっと　つよくなりたい（シングル、1992年11月）
- sincere　energy （ミニアルバム、1992年11月）

### 著書
- 美人看護婦のちょっとエッチな話～'92カネボウキャンペーンガールが明かすナース時代のないしょ話（日本文芸社、1993年）